# Heinrich Egidius Gercken
Heinrich Egidius Gercken (død 17. februar 1774) var en dansk hofgartner, brorsøn af billedhugger Didrick Gercken.
Heinrich Egidius Gercken var gartner for dronning Charlotte Amalie i hendes københavnske slot, Charlottenborg, som hun erhvervede i 1700. Han blev ansat som gartner på Charlottenborg ca. 1727 og havde denne stilling indtil 30. juni 1768 (bestalling konfirmeret for slotshaven 19. december 1746; for køkkenhaven 15. juli 1766) og havde titel af overkonduktør. Den Kongelige Kobberstiksamling har en havetegning fra hans hånd dateret 1763.
Han var gift 1. gang 24. februar 1730 med Johanne Sophie Menard, 2. gang 25. april 1742 med Elisabeth Helene Göbels og 3. gang  med Cecilie Johanne Rosenvig (ca. 1693 – ?). Han er begravet på Sankt Petri Kirkegård.